# Béla Szende

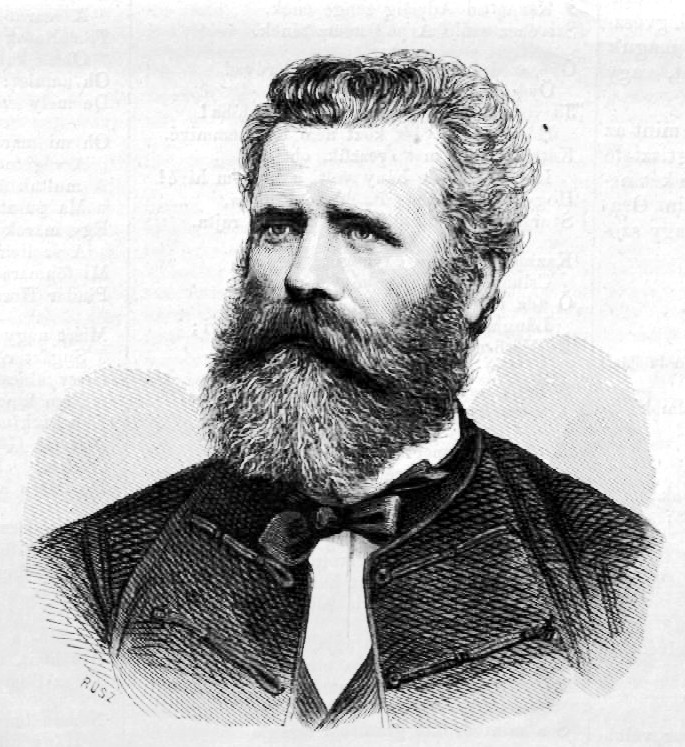
Béla Szende, 1872

Béla Szende von Keresztes (bis 1839 Béla Frummer; * 4. April 1823 in Lugosch, Komitat Krassó; † 18. August 1882 in Gavosdia, Komitat Krassó-Szörény) war ein ungarischer Politiker, Offizier und Landesverteidigungsminister.

## Leben
Béla Szende besuchte das Piaristengymnasium in Szeged und studierte Jura an der Rechtsakademie in Kaschau. Nach der Ablegung der Advokatenprüfung in Pest wurde er 1843 Vizenotar des Komitats Krassó. Er nahm im Ungarischen Unabhängigkeitskrieg teil und zeichnete sich besonders bei der Belagerung von Ofen aus. Nach Niederschlagung des Aufstandes zog er sich auf sein Gut in Gavosdia zurück und war als Anwalt tätig. 1867 bis 1869 war er Obergespan des Komitats Arad und danach bis 1872 im ungarischen Landesverteidigungsministerium tätig. Ab 1872 war er bis zu seinem Tod 1882 Landesverteidigungsminister von Ungarn. Er hatte großen Anteil am Aufbau und der Organisation der K.u. Landwehr. In seine Amtszeit fällt auch die Gründung der Ludovika-Akademie in Budapest und der Zentralkavallerieschule in Jászberény.